# آلوسی
آلوسی نام منتسب به آلوس، عراق است و شهرت افراد زیر است:
- شهاب‌الدین آلوسی، (۱۸۰۲–۱۸۵۴) فقیه شافعی، مفسر، ادیب و مفتی
- مؤید آلوسی، (۱۱۰۲–۱۱۶۲م) شاعر